# Bernard Mommer
Bernard Mommer (* 18. Mai 1943 in Südfrankreich) ist ehemaliger deutscher Soziologe, der später die venezolanische Staatsangehörigkeit annahm. Ab 2005 wurde er unter Staatspräsident Hugo Chávez Aufsichtsratsmitglied der größten Erdölgesellschaft Lateinamerikas, Petróleos de Venezuela (PDVSA), und war stellvertretender Minister im Energie- und Erdölministerium. Er gilt somit als intimer Kenner der Ölwirtschaft Venezuelas.

## Herkunft und Ausbildung
Bernard Mommer ist der Sohn des ehemaligen Vizepräsidenten des Bundestages Karl Mommer (SPD). Mommer studierte in Tübingen Mathematik und promovierte dort 1976 als Soziologe zum Thema „Die Bedeutung der Grundrente in der Petroleumproduktion: analytische Geschichte ihrer Entwicklung von den Anfängen in den USA bis zur internationalen Ölkrise der Gegenwart“. Während seiner Studienzeit war er im Sozialistischen Deutschen Studentenbund aktiv.

## Berufliche Karriere
1970 wanderte er mit seiner damaligen Ehefrau Dorothea Melcher nach Venezuela aus. Er hatte Lehrtätigkeiten an verschiedenen Universitäten, darunter Universidad de los Andes in Kolumbien und fand 1989 eine Anstellung bei der PDVSA in Venezuela. Von 1995 bis 1999 hatte er einen Forschungsauftrag an der Oxford University. Nachdem Hugo Chávez Präsident Venezuelas geworden war, erhielt Mommer ab 1999 einen Posten als Berater des venezolanischen Ölministers Alí Rodríguez Araque und wurde selbst ab 2005 stellvertretender Minister im Energie- und Erdölministerium unter Rafael Ramírez.
Heute wohnt Bernard Mommer in Wien, dem Sitz der Organisation erdölexportierender Länder (Opec). Dort war er nach seiner Rückkehr aus Venezuela zunächst mehrere Jahre Opec-Repräsentant von Venezuela und war Geschäftsführer der Energy and Petroleum Resources Services GmbH, eines Tochterunternehmens der PDVSA, das die internationale Marktentwicklung im Bereich Erdöl analysiert.

## Positionen
Der Kapitalismus – so Mommer in einem ZEIT-Interview 2006 – habe die Frage nach dem Grundbesitz einfach wegdefiniert: „Man redet dauernd über ein Wirtschaftsmodell, das zwei Variablen hat, Arbeit und Kapital. Dabei hat es drei“. Mommer vertritt die Meinung, dass „die Verwaltung von natürlichen Reichtümern eine Angelegenheit des Staates ist“.